# Schoenocaulon tenue
Schoenocaulon tenue là một loài thực vật có hoa trong họ Melanthiaceae. Loài này được Brinker miêu tả khoa học đầu tiên năm 1942.